# オリエンス管区
オリエンス管区 (ラテン語: Dioecesis Orientis; ギリシア語: Διοίκησις Ἑῴα) は、後期ローマ帝国あるいは東ローマ帝国の管区であり、地中海とメソポタミアに挟まれた地域を包含していた。帝国にとっては経済、農業、宗教政策、知的活動などにおいて最も重要な地域の一つであり、またサーサーン朝や砂漠の遊牧民の活動領域に接していたため軍事的な重要性をも有していた。

## History
管区の首府はアンティオキアで、その長官は他の属州と同じ管区代官（vicarius）ではなくオリエンス総督（comes Orientis）と呼ばれ、スペクタービリス級人士（vir spectabilis）、のちにグローリオースス級人士（vir gloriosus）とみなされた。ディオクレティアヌス(在位:284–305)により創設され、 オリエンス道長官の管轄下に置かれた。
オリエンス管区は元々以下の諸属州を包括していた。すなわち、イサウリア、キリキア、キュプルス、エウフラテンシス、メソポタミア、オスロエネ、コイレー・シリア、フォエニケ（フェニキア）、第一パレスティナ、第二パレスティナ、アラビア・ペトラエア、 エジプトの諸属州すなわちアエギュプトゥス、アウグスタムニカ、テーバイス、キュレナイカ、マウレタニアである。しかしエジプトの諸属州はウァレンス（在位:364-378）の治世に分離されエジプト管区を形成した なお4世紀のうちにいくつかの属州はさらに分割された。キリキアは第一キリキアと第二キリキアに、コイレー・シリアは第一シリアと第二シリア・サルターリスに、フォエニケは第一フォエニケと第二フォエニケ・リバネンシスに、第一・第二パレスティナに加えて第三パレスティナ・サルターリスに、それぞれ分割されている。属州の分割は、ユスティニアヌス1世によりテオドリアス属州が第一シリア属州から切り離されたのが最後となった。。
535年に、行政改革に伴いユスティニアヌス1世がオリエンス管区を廃止し、「オリエンス総督」はスペクタービリス級人士の地位と給与を保持したままシリア第一属州の長官とされた。
東ローマ・サーサーン戦争 (602年-628年)において、610-20年代に管区全体が占領された。しばらくしてローマ帝国がこれを回復したが、正統カリフ時代のアラブ軍の大征服活動の過程で征服され、以降この地域はイスラム世界に組み込まれることとなる。旧オリエンス管区の中ではイサウリア属州と第一・第二キリキアのみがテマ・アナトリコンに属してビザンツ帝国にとどまることになり、特にキリキアは重要な国境地帯となった。

## オリエンス総督の一覧

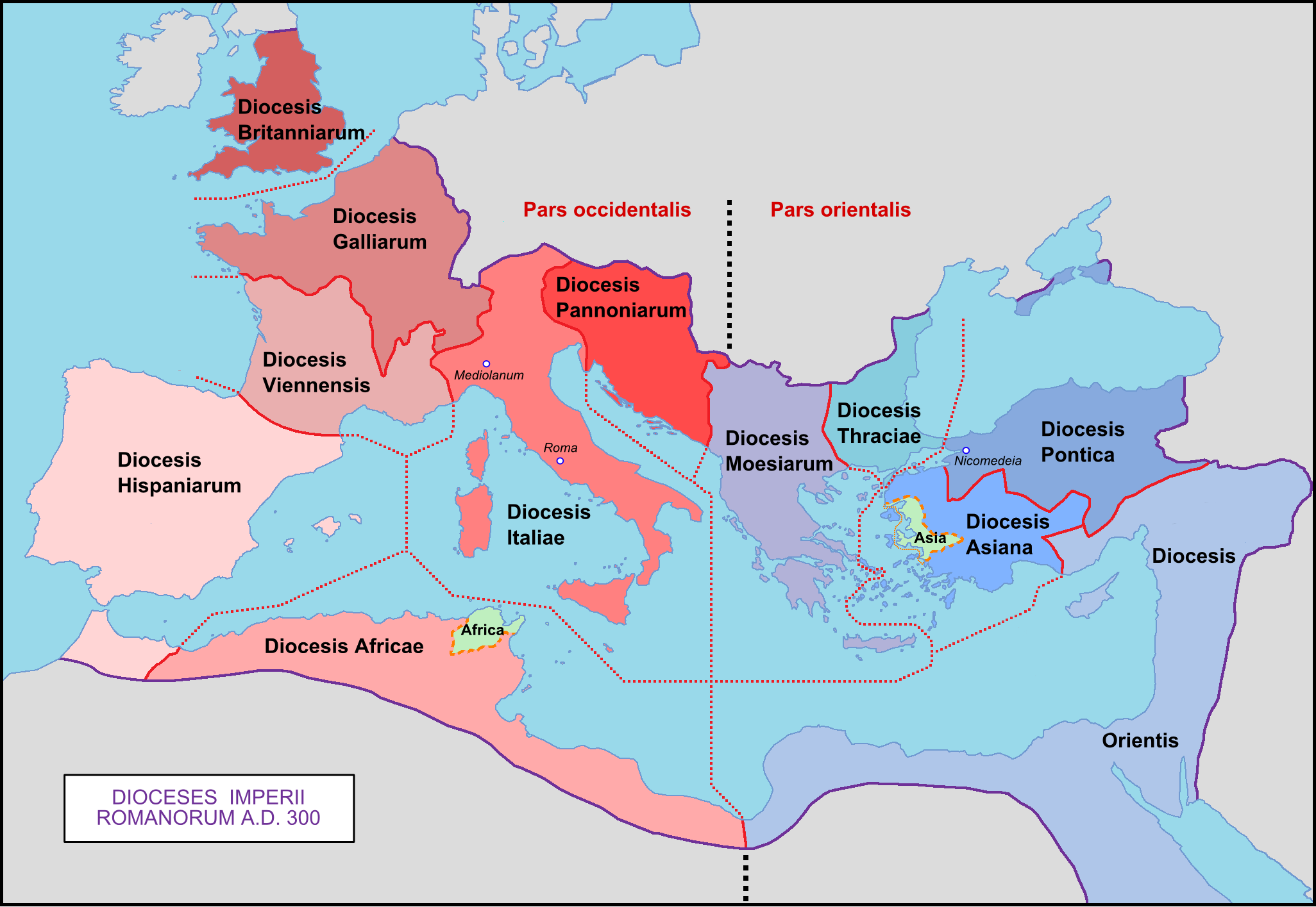
Original dioceses of the Roman Empire, created by emperor Diocletian (284-305).

- クイントゥス・フラウィウス・マエシウス・エグナティウス・ロッリアヌス (330–336)
- フェリキアヌス (335–?)
- ネブリディウス (354–358)
- ドミティウス・モデストゥス (358–362)
- ユリアヌス (362–363)
- アラディウス・ルフィヌス (363–364)
- エウトルミウス・タティアヌス (c. 370)
- トゥスキアヌス (381)
- フィラグリウス (382)
- プロクルス (383–384)
- イカリウス (c. 384)
- イレナエウス (431–435)
- アンティオキアのエフレム (c. 522–c. 525)
- アステリウス (587–588)
- バックス (588–589)
- ボノスス (c. 609–610)